# Бару (Румунія)
Бару (рум. Baru) — село у повіті Хунедоара в Румунії. Адміністративний центр комуни Бару.
Село розташоване на відстані 257 км на північний захід від Бухареста, 49 км на південний схід від Деви, 148 км на південь від Клуж-Напоки, 137 км на північ від Крайови.

## Населення
За даними перепису населення 2002 року у селі проживали 1282 особи.
Національний склад населення села:
| Національність | Кількість осіб | Відсоток |
| -------------- | -------------- | -------- |
| румуни         | 1272           | 99,2%    |
| цигани         | 7              | 0,5%     |

Рідною мовою назвали:
| Мова      | Кількість осіб | Відсоток |
| --------- | -------------- | -------- |
| румунська | 1272           | 99,2%    |
| циганська | 7              | 0,5%     |